# 룸비니구

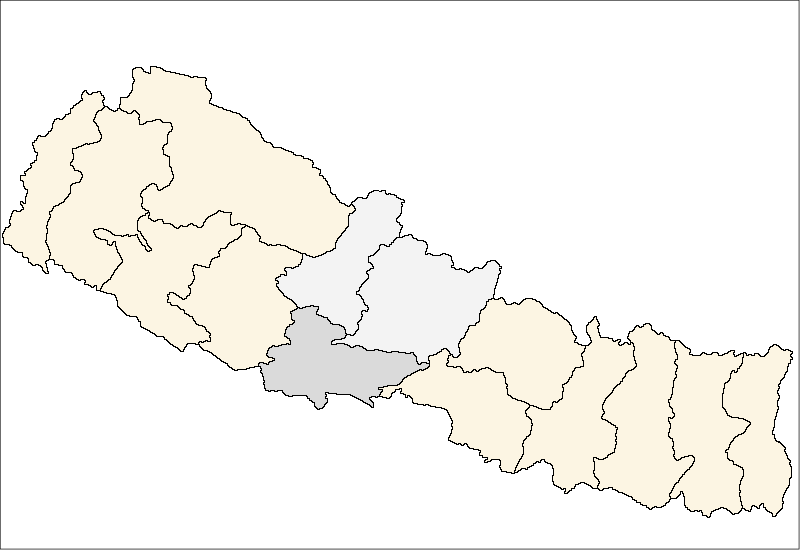
룸비니 구의 위치

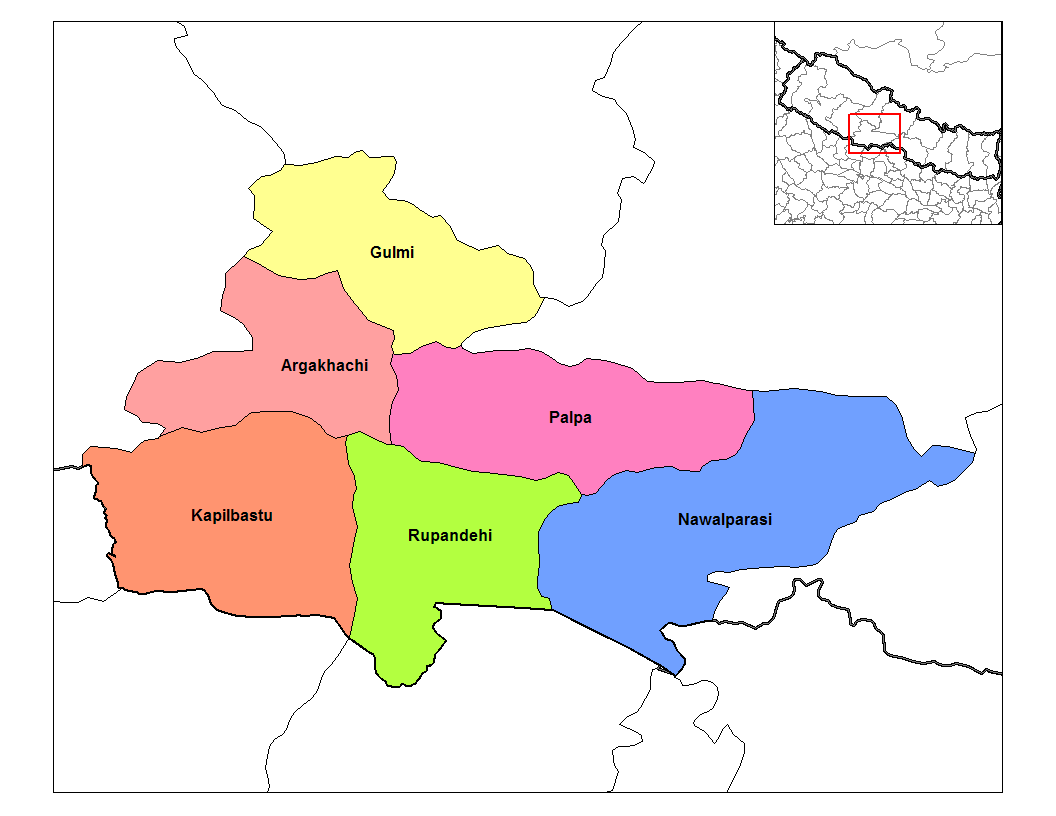
룸비니 구의 현

룸비니구(네팔어: लुम्बिनी)는 네팔을 구성하는 14개 구 가운데 하나로 행정 중심지는 부트왈이며 면적은 8,975km2, 인구는 2,526,868명(2001년 기준), 인구 밀도는 281.5명/km2이다. 행정 구역상으로는 서부 개발 지구에 속한다. 불교의 창시자인 석가모니(싯다르타 고타마)가 태어난 곳이자 불교의 성지 가운데 하나인 룸비니 유적이 이 곳에 위치한다.

## 행정 구역
6개 현을 관할한다.
- 아르가가칸치 현
- 굴미 현
- 카필바스투 현
- 나왈파라시 현
- 팔파 현
- 루판데히 현

## 같이 보기
- 네팔의 구